# 벨기에 노동당

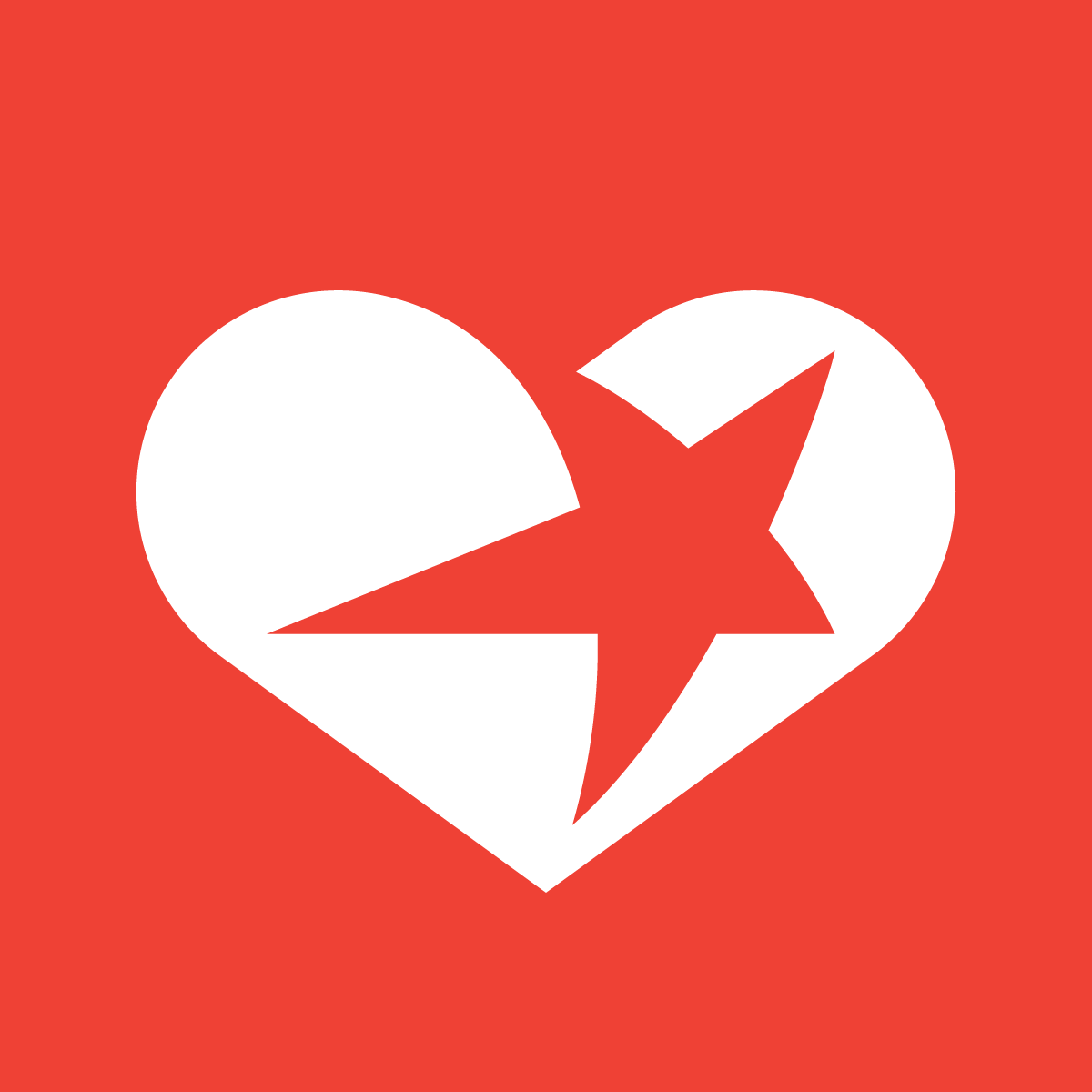

벨기에 노동당(프랑스어: Parti du Travail de Belgique 파르티 뒤 트라바유 드 벨지크[*], 네덜란드어: Partij van de Arbeid van België 파르테이 판 더 아르베이트 판 벨히어[*])은 프랑스어 사용 지역인 왈롱(프랑스어로는 우알로니) 지역과 네덜란드어 사용 지역인 플랑드르(네덜란드어로는 플란데런) 지역을 기반으로 하는 좌익, 사회주의 정당 계열 정당이다. 1979년에 창당되었다.
플랑드르와 왈롱, 브뤼셀 전체에서 후보를 내는 벨기에의 유일한 전국 통일 정당이다. 지지율은 2018년 현재 4위이다.